# Garupá

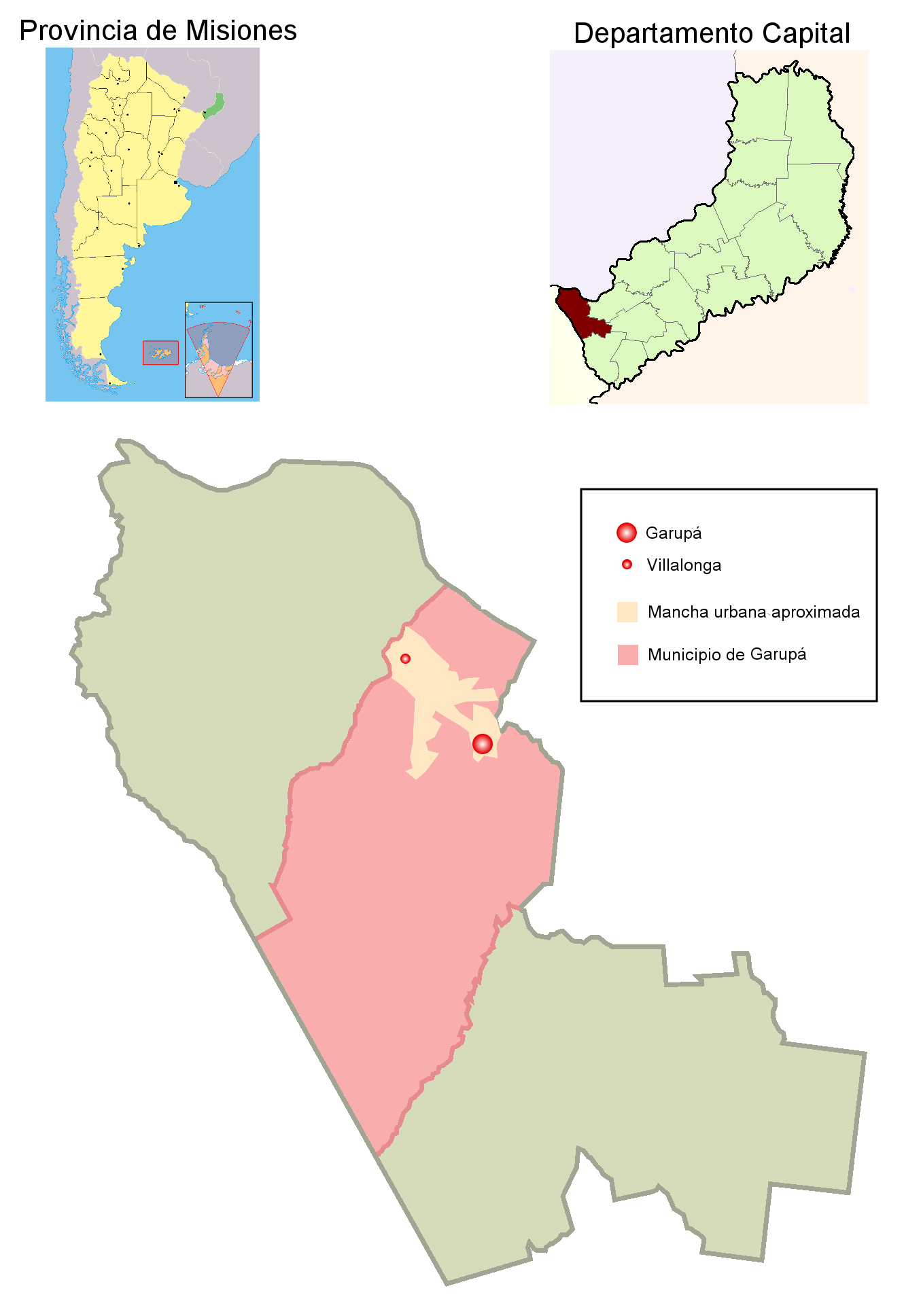
El municipio de Garupá y su mancha urbana.

Garupá es una localidad y municipio argentino de la provincia de Misiones, ubicado dentro del departamento Capital. Está a unos 16,8 km del centro de la ciudad de Posadas, a la cual se accede a través de la Ruta Nacional 12, ruta provincial 105 y avenida costanera sur.
Forma parte del Gran Posadas y la mayor parte de su población trabaja en la capital provincial. Esta ciudad ha crecido enormemente a partir de la década del 80, debido a la llegada de pobladores provenientes del interior de la provincia, que se asentaron aquí en busca de trabajo, ya que se encuentra al lado de la capital provincial. También creció debido a la arribada de población proveniente de distintos barrios de Posadas, que fueron desalojados de esa ciudad y reubicados en este municipio.

## Toponimia
La ciudad lleva el mismo nombre del arroyo que lo separa del municipio de Candelaria. El nombre de Garupá proviene de las palabras guaraníes "yga" (nave o embarcación), y "rupa" (cuna o tierra).

## Historia
El 11 de junio de 1906 aparece Pedro Núñez, quien adquiere grandes proporciones de tierras destinadas a instalar una planta industrial de secadero de yerba mate y para las plantaciones de ésta y de eucaliptus, creando así un grupo de personal cuya tarea era cuidar la ganadería, las explotaciones de montes y todas las plantaciones.
A todo esto se le podía llamar el 1º emporio que se radicaba como industria y que mantenía gran cantidad de obreros.
La localidad es municipio desde 1957.
El más importante de los inmigrantes fue Don Rafael Díaz, quien era agrimensor y trabajaba para Víctor Mutinelli, quien le había ordenado la división de 56 manzanas con 35 calles. De estos Lotes se dona uno de 25 × 50 m destinado a la construcción de una Iglesia y 2 lotes para la construcción de la Comisión de Fomento que actualmente es la Municipalidad. Actualmente no existen trabajos de investigación de carácter científico, sí crónicas de pobladores; es un contexto de la historia regional que se va relatando o construyendo a partir de  fuentes orales y archivos personales. El patrón de asentamiento y origen se da en torno a la estación de trenes hacia principios del siglo XX, lo cual fue el motor de crecimiento y surgimiento de los primeros poblados y barrios. Los primeros pobladores eran los trabajadores de la estación que vivían en Posadas o Candelaria y que empiezan a vivir en esta zona por la cercanía al lugar de trabajo, en sus orígenes se destaca el comercio puesto que la etimología del término Ygarupá (lecho de las canoas) refiere una zona de tránsito comercial entre Candelaria y Posadas. 
Por otra parte en la década del 90 se realizó hallazgos arqueológicos en una investigación realizada por la arqueóloga Ruth Pouyade, por la cual se infiere que en toda la zona costera del arroyo Garupá entre el ex Balneario y el actual puente Garupá se plantaba arroz, siendo la actividad agrícola más importante. 
La ciudad fue fundada en el año 1911, cuando Misiones todavía era un territorio nacional. En este año llegó, con su esposa, Bernardo Vicente como administrador de los campos de la familia Díaz, junto a la cual llegaron varias más, formando así el primer grupo poblacional.
El 12 de junio de 1942 se aprobaba  la primera Comisión de Fomento de Garupá, la cual estuvo integrada por Victorino Miño, Marcelino Benítez, Benigno Cardozo, Víctor Mutinelli y Juan Weber. Dicha e histórica jornada es tomada como la fecha oficial de la fundación de esta ciudad.

### Principales barrios
- Ñu Porá
- Altos de González
- la 90
- Andrés Guacurarí
- Barrio Unido
- Santa Bárbara
- Don Santiago
- Fátima
- Horacio Quiroga
- La Tablada
- Lomas del Sol
- Néstor Kirchner
- Norte
- Nuevo Garupá
- Centro
- Ripiera
- Santa Clara I, II, III
- San Martín
- Santa Elena
- Santa Helena
- Santa Cruz
- Santa Inés
- Villalonga
- 110 viviendas
- Bº 30 Viviendas
- 140 Viviendas Garupa
- 140 Ñu Pora
- Piedras Blancas

La ciudad ha crecido de manera acelerada en las últimas décadas debido a los grandes barrios de viviendas construidos por la empresa estatal IPRODHA.
El límite noroeste de Garupá es la Av. "De Las Misiones", la cual marca la división con el municipio de Posadas; hacia el nordeste la ciudad limita con el río Paraná; en el este el límite lo marca el arroyo Garupá; en el oeste la zona urbana se extiende algunos cientos de metros desde la ruta 105 y en el sur la mancha urbana llega a extenderse hasta aproximadamente 9 km desde el nacimiento de la ruta 105 (en la intersección con la RN 12).
La ciudad posee varios aserraderos, laminadoras y otros establecimientos dedicados a la industria maderera; una fábrica de gaseosas; fábrica de jugos; y otros establecimientos industriales, como así también fábricas de zapatillas, fábrica de bolsas plásticas y envases de cartón, además de contar con un sinnúmero de fábricas de muebles ubicados principalmente sobre la ruta 12.

## Población
El componente Garupá del Gran Posadas contaba con 26,980 habitantes (Indec, 2001), lo que duplica los 12,023 habitantes (Indec, 1991) del censo anterior. Sin embargo, este debe desglosarse en el término Expansión de Posadas y el pueblo de Garupá propiamente dicho, el cual sólo contaba con 6,014 habitantes (Indec, 2001). Cabe destacar que en el censo de 1991 sólo Expansión de Posadas formaba parte del Gran Posadas.
El municipio por su parte contaba con una población de 28.814 habitantes, según el censo del año 2001 (INDEC). En el censo nacional del año 2010 del INDEC se contabilizaron 46.759 habitantes en todo el municipio, de los cuales 44.441 se encontraban en el área urbana (ciudad de Garupá) y 2.318 en áreas rurales (ya sea en parajes o como población rural dispersa).

## Deportes
Garupá es sede del Club Mutual Crucero del Norte, que en el año 2015 militó en la Primera División del fútbol argentino. El Estadio Comandante Andrés Guacurarí, donde juega sus partidos, posee una capacidad para 18.000 espectadores.

## Parroquias de la Iglesia católica en Garupá
| Diócesis   | Posadas                                           |
| ---------- | ------------------------------------------------- |
| Parroquias | Nuestra Señora de Fátima, Nuestra Señora de Luján |